# توماس مارچیوری
توماس مارچیوری (انگلیسی: Tomás Marchiori؛ زادهٔ ۲۰ ژوئن ۱۹۹۵) بازیکن فوتبال اهل آرژانتین است.